# Terra Nova (revista)
Terra Nova (新天地) é uma revista Chinês-Inglês australiano bilíngüe atualmente com sede em  Sydney. O seu objectivo é colmatar as culturas chinesa e australiana juntas na Austrália. Actualmente, tem uma tiragem mensal de 20.000. Ele é distribuído principalmente na newsagencies, restaurantes chineses e mantimentos nas cidades capitais da Austrália. 